# اچ‌اس‌دابلیوام‌اس ترفینگ (۱۸۶۶)
اچ‌اس‌دابلیوام‌اس ترفینگ (۱۸۶۶) (به انگلیسی: HSwMS Tirfing (1866)) یک کشتی بود که طول آن ۶۰٫۸۸ متر (۱۹۹ فوت ۹ اینچ) بود. این کشتی در سال ۱۸۶۶ ساخته شد.